# کارا کانینگهام
کارا کانینگهام(به انگلیسی: Cara Cunningham) با نام سابق کریس کراکر(انگلیسی: Chris Crocker؛ زادهٔ ۷ دسامبر ۱۹۸۷) خواننده، هنرپیشه، مدل، ستاره اینترنتی، بازیگر سینما، یوتیوبر و بازیگر پورنوگرافی سابق اهل ایالات متحده آمریکا است.

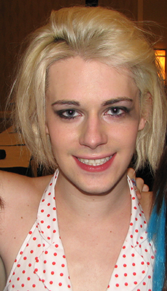
کروکر در سال ۲۰۰۸

او به خاطر انشار ویدئوی ویروسی «بریتنی را تنها بگذارید» در سپتامبر ۲۰۰۷ شناخته شد. در آن ویدئو او از اجرای بازگشت بریتنی اسپیرز در مراسم ام‌تی‌وی ویدئو موزیک آواردز ۲۰۰۷ دفاع می‌کرد. ویدئوی او در دو روز بیش از چهار میلیون بازدید گرفت. آن ویدئو تحت توجهات رسانه‌ای، انتقاد از کروکر و چندین ویدئوی هجوی قرار گرفت.

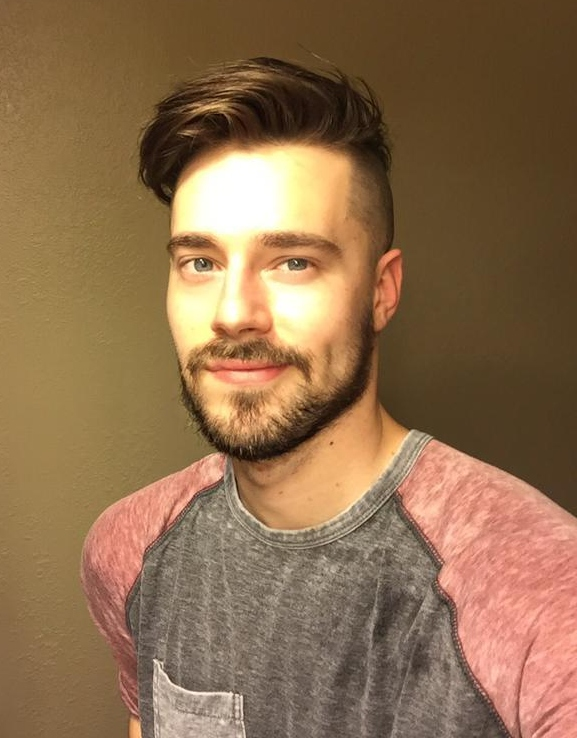
کراکر در ۲۰۱۵

## زندگی شخصی

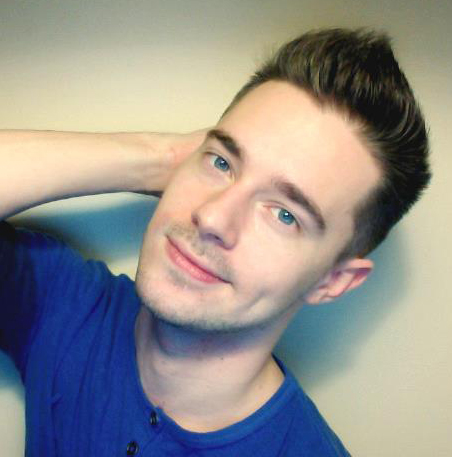
کراکر در سال 2013

کراکر می گوید:«او هر آنچه را که می‌خواهد در آن زمان انجام دهد، انجام می‌دهد.» او «[تلاش می‌کند] صدای مردم را در سر خود مسدود کند و فقط با آنچه [احساس می‌کند] پیش رود.» کراکر یک تهیه‌کننده و بازیگر در فیلم‌های خودش است. تقریباً در تمام آثار اولیه اش، خود را به عنوان یک همجنسگرای آشکار معرفی می‌کند. وی با استفاده از «کراکر» به عنوان نام مستعار، به دلیل نگرانی در مورد ایمنی و تهدیدهای مرگ، در پاسخ به وبلاگ‌ها و نمایه‌های ویدئویی یوتیوب و مای‌اسپیس تا زمانی که دیگر نوجوان نباشد، مکان دقیق خود را خصوصی نگه داشت. براساس مشخصات Myspace، کراکر تا ژانویه سال ۲۰۰۸ در لس آنجلس زندگی می‌کرد. در ماه مهٔ سال ۲۰۱۰، وی به خانه اش در تنسی بازگشت و سپس برای کار به لس آنجلس سفر کرد.

## اوایل زندگی
کراکر فرزند یک زوج نوجوان (در حالی که مادرش تنها ۱۴ سال داشت) است و در شرق تنسی به دنیا آمد. مادربزرگ و پدربزرگش او را بزرگ کردند. در حالی که طبق گزارش‌ها پدربزرگش از شهرت اینترنتی کراکر اطلاعات کمی دارد، مادربزرگش با اکراه در برخی از فیلم‌هایش ظاهر شده‌است. در دبیرستان، یک مربی هموفوبیک او را مورد آزار و اذیت جنسی قرار داد.

## ظاهر، جنسیت و هویت جنسی
کریس پس از موفقیت اصلی خود، به تدریج شروع به تغییر وجههٔ مود از زنانه به مردانه کرد، تا سرانجام در سال ۲۰۱۲ کاملاً مردانه ظاهر شد و بدین ترتیب جذابیت جسمی چشمگیری به دست آورد. کراکر گفت که جنسیت او یکی یا دیگری نیست بلکه ترکیبی از هردو است، اگرچه در بعضی مواقع یک جنس بیشتر بر دیگری غالب می‌شود و این تلاشی آگاهانه برای او بود که مردانه تر شود.او گفت که اکنون «هر دو طرف را کاوش کرده‌است» و احساس می‌کند خود را به خوبی می‌شناسد.
او در  اوت ۲۰۲۱ آشکار کرد که یک زن ترنس است و هورمون‌درمانی زنانه‌سازی را آغاز کرد.